# Sally Long
Sally Long (5 de diciembre de 1901 – 12 de agosto de 1987) fue una bailarina y actriz cinematográfica estadounidense.

## Biografía
Nacida en Kansas City (Misuri), se graduó en el Eden Hall de Filadelfia, Pensilvania, en 1921.
Florenz Ziegfeld aseguró a Long por 100.000 dólares contra la posibilidad de que ella se enamorara o se casara cuando bailaba para las Ziegfeld Follies en los primeros años veinte. Tras trabajar con las Follies, Long actuó en la producción Scandals, representada en Nueva York. Su creciente popularidad le facilitó un papel en el reparto de Kid Boots. El compositor Milton Ager decía que Long fue la inspiración para su canción I Wonder What's Become of Sally.
La primera experiencia de Long en el cine llegó cuando Jesse Lasky consiguió que catorce mujeres de gran belleza tuvieran pequeños papeles en su The Dressmaker from Paris (1925). Producida por Famous Players, el papel de Long llamó la atención al director D.W. Griffith. Poco después actuó en una película junto a Leatrice Joy. 
Rodolfo Valentino seleccionó a Long para interpretar al principal personaje femenino en The Hooded Falcon. Sin embargo, su contrato con Valentino expiró antes de que se rodara el film, ya que el actor cambió de opinión acerca de las características de la película. 
Long optó por firmar con A.H. Sebastian, productor de Hollywood y líder de Sebastian-Belasco Productions. Su primer papel con Sebastian fue en Fifth Avenue (1926), interpretando a una chica de Greenwich Village. Posteriormente trabajó con Buck Jones en una producción de Pathe Pictures, The Fighting Buckaroo (1926).
Fue seleccionada como una de las WAMPAS Baby Stars de 1926 junto a Fay Wray, Mary Brian, Joyce Compton, y otras nueve. Las últimas actuaciones de Long en el cine fueron en Cock o' the Walk (1930) y Traffic Tangle (1930). 
Long se casó con Leo Bovette Tuey en Kansas City en 1916, a los 15 años de edad. La pareja tuvo dos hijos. Se divorciaron en diciembre de 1926. Long explicaba que había mantenido su matrimonio en secreto para evitar que perjudicara a su carrera.
Sally Long falleció en Newport Beach, California, en 1987.